# Zsófia Gubacsi
Zsófia Gubacsi (* 6. April 1981 in Budapest) ist eine ehemalige ungarische Tennisspielerin.

## Karriere
In ihrer Karriere gewann Gubacsi einen Titel auf der WTA Tour (2001 in Marrakesch). Auf dem ITF Women’s Circuit konnte sie im Einzel sechs und im Doppel acht Turniersiege verbuchen. Im April 2001 erreichte Gubacsi mit Platz 76 ihre höchste Position in der Weltrangliste. Den größten Erfolg ihrer Karriere feierte sie 2001 mit dem Einzug in die dritte Runde der French Open.
Zwischen 1998 und 2007 bestritt sie 25 Partien (12 Siege) für die ungarische Fed-Cup-Mannschaft.
Zsófia Gubacsi leitet heute eine Tennisschule in Budapest.

## Turniersiege

### Einzel
| Nr. | Datum             | Turnier    | Kategorie   | Belag     | Finalgegnerin          | Ergebnis       |
| --- | ----------------- | ---------- | ----------- | --------- | ---------------------- | -------------- |
| 1.  | 11. Oktober 1998  | Montevideo | ITF $10.000 | Sand      | Clarisa Fernández      | 0:6, 6:3, 6:4  |
| 2.  | 22. November 1998 | Los Mochis | ITF $10.000 | Hartplatz | Stanislava Hrozenská   | 6:3, 2:6, 7:66 |
| 3.  | 29. November 1998 | Culiacan   | ITF $10.000 | Hartplatz | Alienor Tricerri       | 6:0, Aufgabe   |
| 4.  | 13. August 2000   | Rimini     | ITF $10.000 | Hartplatz | Maret Ani              | 6:2, 6:2       |
| 5.  | 4. September 2000 | Bukarest   | ITF $25.000 | Sand      | Antoaneta Pandscherowa | 6:3, 6:4       |
| 6.  | 20. Mai 2001      | Edinburgh  | ITF $25.000 | Sand      | Syna Schreiber         | 6:4, 6:4       |
| 7.  | 29. Juli 2001     | Casablanca | WTA Tier V  | Sand      | Maria Elena Camerin    | 1:6, 6:3, 7:65 |

### Doppel
| Nr. | Datum          | Turnier         | Kategorie   | Belag     | Partnerin              | Finalgegnerinnen                                  | Ergebnis      |
| --- | -------------- | --------------- | ----------- | --------- | ---------------------- | ------------------------------------------------- | ------------- |
| 1.  | Oktober 1998   | Montevideo      | ITF $10.000 | Sand      | Mariana Lopez-Palacios | Joana Cortez Eugenia Maia                         | 3:6, 6:3, 6:4 |
| 2.  | November 1998  | Los Mochis      | ITF $10.000 | Hartplatz | Alienor Tricerri       | Melody Falco Paola Palencia                       | 6:1, 6:2      |
| 3.  | 13. April 2002 | Estoril         | WTA Tier IV | Sand      | Jelena Bowina          | Barbara Rittner María Vento-Kabchi                | 6:3, 6:1      |
| 4.  | Juni 2003      | Vaduz           | ITF $25.000 | Sand      | Zuzana Hejdová         | Petra Cetkovská Jana Hlaváčková                   | 6:4, 6:4      |
| 5.  | Oktober 2003   | Dubai           | ITF $75.000 | Hartplatz | Kyra Nagy              | Flavia Pennetta Adriana Serra Zanetti             | 2:6, 6:2, 6:2 |
| 6.  | Juli 2004      | Cuneo           | ITF $50.000 | Sand      | Edina Gallovits        | Eva Hrdinová Sandra Záhlavová                     | 7:5, 6:3      |
| 7.  | August 2005    | Martina Franca  | ITF $50.000 | Sand      | Marija Korytzewa       | Lourdes Domínguez Lino Conchita Martínez Granados | 6:1, 6:3      |
| 8.  | Oktober 2005   | Istanbul        | ITF $25.000 | Hartplatz | Marija Korytzewa       | Agnieszka Radwańska Urszula Radwańska             | 6:3, 6:3      |
| 9.  | April 2006     | San Luis Potosí | ITF $25.000 | Sand      | Matea Mezak            | Joana Cortez María José Martínez Sánchez          | 4:6, 6:4, 6:4 |

## Abschneiden bei Grand-Slam-Turnieren

### Einzel
| Turnier         | 2000 | 2001 | 2002 | 2003 | 2004 | 2005 | 2006 | 2007 | Karriere |
| --------------- | ---- | ---- | ---- | ---- | ---- | ---- | ---- | ---- | -------- |
| Australian Open | Q1   | Q3   | 1    | Q1   | Q1   | 1    | Q2   | Q1   | 1        |
| French Open     | —    | 3    | 1    | —    | Q3   | Q2   | —    | Q1   | 3        |
| Wimbledon       | —    | Q1   | 1    | Q1   | Q1   | Q1   | Q1   | —    | 1        |
| US Open         | —    | 1    | 1    | Q2   | Q1   | Q1   | Q2   | Q1   | 1        |

Zeichenerklärung: S = Turniersieg; F, HF, VF, AF = Einzug ins Finale / Halbfinale / Viertelfinale / Achtelfinale; 1, 2, 3 = Ausscheiden in der 1. / 2. / 3. Hauptrunde; Q1, Q2, Q3 = Ausscheiden in der 1. / 2. / 3. Qualifikationsrunde; nicht ausgetragen

### Doppel
| Turnier         | 2003 | 2004 | 2005 | Karriere |
| --------------- | ---- | ---- | ---- | -------- |
| Australian Open | AF   | 2    | 1    | AF       |
| French Open     | —    | 1    | —    | 1        |
| Wimbledon       | —    | 1    | —    | 1        |
| US Open         | —    | 1    | —    | 1        |